# Tristachyideae
Tribu
Les Tristachyideae sont une tribu de plantes monocotylédones de la famille des Poaceae, sous-famille des Panicoideae, originaire des régions tropicales d'Afrique, d'Asie et d'Amérique du Sud.
Elle regroupe environ 70 espèces en huit genres.
Cette tribu appartient à une lignée basale au sein de la famille des Poaceae, et ses genres étaient précédemment classés dans les tribus des Arundinelleae ou des Paniceae, dans la sous-famille des Arundinoideae, ou dans la désormais obsolète sous-famille des Centothecoideae.
Les espèces de cette tribu utilisent la voie photosynthétique en C4

## Liste des genres
Selon Soreng et al. (A worldwide phylogenetic classification of the Poaceae (Gramineae)) :
- Danthoniopsis
- Dilophotriche
- Gilgiochloa
- Loudetia
- Loudetiopsis
- Trichopteryx
- Tristachya
- Zonotriche